# District d'Amstetten
Le district d'Amstetten est une subdivision territoriale du Land de Basse-Autriche en Autriche. Son chef-lieu est Amstetten.

## Géographie

### Lieux administratifs voisins
| District de Linz-Land (Haute-Autriche)  | District de Perg (Haute-Autriche)   | District de Melk     |
| District de Steyr-Land (Haute-Autriche) |                                     | District de Scheibbs |
|                                         | District de Liezen (Land de Styrie) |                      |

## Communes
Le district d'Amstetten est subdivisé en 34 communes :
- Allhartsberg
- Amstetten
- Ardagger
- Aschbach-Markt
- Behamberg
- Biberbach
- Ennsdorf
- Ernsthofen
- Ertl
- Euratsfeld
- Ferschnitz
- Haag
- Haidershofen
- Hollenstein an der Ybbs
- Kematen an der Ybbs
- Neuhofen an der Ybbs
- Neustadtl an der Donau
- Oed-Oehling
- Opponitz
- St. Georgen am Reith
- St. Georgen am Ybbsfelde
- St. Pantaleon-Erla
- St. Peter in der Au
- St. Valentin
- Seitenstetten
- Sonntagberg
- Strengberg
- Viehdorf
- Wallsee-Sindelburg
- Weistrach
- Winklarn
- Wolfsbach
- Ybbsitz
- Zeillern